# António Manuel Leitão Borges
António Manuel Leitão Borges (Resende, 20 de julho de 1955) é um político português, casado, pai de dois filhos, licenciado em Engenharia Civil pela Universidade de Coimbra, dedicou as últimas três décadas à profissão de engenheiro, ao exercício de funções políticas, à atividade empresarial e associativa em diversos sectores.

## Carreira
António Manuel Leitão Borges, é Presidente do Conselho de Administração da empresa Águas do Douro e Paiva, EP. Foi deputado à Assembleia da República e presidente da Câmara Municipal de Resende.
Licenciado em engenharia civil pela Faculdade de Ciências e Tecnologia da Universidade de Coimbra, inicia a sua atividade profissional no CRUARB-CH Comissariado para a Renovação Urbana da Ribeira Barredo – Centro Histórico do Porto. Realiza múltiplos projetos de renovação e reabilitação urbana em edifícios e espaços públicos, coordenando o Projeto Piloto Urbano do Bairro da Sé, integrado na rede de cidades europeias promovido pela EU e impulsionado pelo Comissário Bruce Millan.
Como administrador da GOP, Empresa de Obras Públicas, EM, participa na gestão de empreendimentos no âmbito do Programa Polis na cidade do Porto, e dos investimentos de iniciativa pública para o Euro 2004 de Futebol. Em 16 de dezembro 2001 foi eleito, pela primeira vez, presidente da Câmara Municipal de Resende, onde promoveu um programa de investimentos nas mais diferentes áreas de atividade, e que lhe mereceu distinção honorífica - Comenda da Ordem de Mérito, atribuída pelo Presidente da República, Aníbal Cavaco Silva. 
Foi administrador não executivo das Águas de Trás os Montes e Alto Douro, SA, agora Águas do Norte, EP; Presidente da Associação de Municípios do Douro-Sul, onde desenvolveu ações relevantes na promoção da notoriedade regional, como o projeto rede pública de banda larga, percursor da concessão pública na região; Presidente do Conselho de Administração da empresa concessionária das Águas Termais de Caldas de Aregos. Desempenhou funções de presidente do conselho de Administração da Gaianima na cidade de Vila Nova de Gaia. Deputado da XIII Legislatura da Assembleia da República integra a Comissão Parlamentar de Agricultura e Mar, de que foi coordenador. Militante do Partido Socialista.

### Presidente da Câmara Municipal de Resende
Durante três mandatos, presidiu à Câmara Municipal de Resende. Com um ponto de partida muito frágil de índices socioeconómicos; baixa qualidade e reduzida base infraestrutural; poucos equipamentos; ausência de marcas territoriais diferenciadoras, iniciou em 2002 um caminho de múltiplas realizações ao serviço das populações do concelho e região.
Resende passa a ser conhecido como capital da cereja, construindo assim a sua grande marca, com a realização todos os anos de um grande festival dedicado àquele produto. Os anos da sua presidência coincidem com o desenvolvimento sectorial e realizações de grande significado: Investimentos no saneamento básico; construção de novas ETAR; intervenções na rede viária municipal; a reformulação de toda a rede escolar, tendo sido dos primeiros municípios do país a concluir a modernização de todo o parque escolar, com a construção dos novos Centros Escolares de S. Martinho de Mouros, Resende, de S. Cipriano, a nova Escola Secundária na sede do concelho e a requalificação da Escola Preparatória.
Também foi promovida a construção de novos equipamentos de saúde, como a Extensão de Saúde de S. Martinho de Mouros e o Centro de Saúde de Resende. Na área social a entrada em funcionamento de novos centros comunitários de Felgueiras e S. Romão, com as valências de apoio domiciliário e lar de idosos, creche municipal, e a participação muito ativa do município no novo equipamento de S. Martinho de Mouros e a requalificação urbana das Vilas de Resende e de S. Martinho de Mouros. Na área cultural o Museu Municipal foi instalado na antiga cadeia, o Auditório Municipal na sede do concelho e o Centro Cultural de S. Cipriano. Nos equipamentos desportivos, a construção das Piscinas Municipais Cobertas, dos pavilhões desportivos de S. Martinho de Mouros, Anreade e Freigil e o novo Estádio Municipal de Fornelos. Em equipamentos urbanos, o novo posto territorial da GNR; Pavilhão Multiusos de Caldas de Aregos; Centro Cívico S. Martinho de Mouros; novo Fórum Municipal, integrando novo mercado de Resende; Parque Urbano e a nova Igreja de Resende. Quanto a valorização ambiental regista-se uma intenção do reencontro com o rio Douro com novas infraestruturas que potenciam essa ligação: Parque Fluvial de Porto de Rei e a Fluvina de Caldas de Aregos, Requalificação da Ponte da Lagariça e da Ponte da Panchorra, no ribeiro Cabrum, o Centro Interpretativo da Cereja em Vila Verde, o Centro de Cerâmica em S. João de Fontoura, a recuperação da Casa de Colmo na Panchorra, e o Centro Interpretativo do Montemuro em Feirão, reforçam a rede de coesão territorial, forte estratégia dos seus mandatos. No processo de desmaterialização e gestão documental, na altura um exemplo na gestão autárquica, regista-se a instalação na sede do concelho das primeiras Lojas do Cidadão de segunda geração. Na valorização dos recursos endógenos: na área das energias renováveis, a construção do Parque Eólico da Alagoa de D. João parceria do município com investimento privado, representou um dos maiores investimentos de sempre no concelho, de cerca de 45 milhões de euros, tornando Resende um território sustentável e contributivo para a economia nacional nesta área. A mesma parceria veio a possibilitar uma operação única, sem encargos, de Aquisição das Termas de Caldas de Aregos. De acordo com os indicadores oficiais, o concelho de Resende nessa década viu crescer o seu índice de poder de compra em cerca de 40%.

### Deputado da XIII Legislatura da Assembleia da República (2015-2017)
Assembleia da República integrou as Comissões Parlamentares de Agricultura e do Mar, que coordenou, a Comissão de Economia, Inovação e Obras Pública e Comissão de Ambiente, Ordenamento do Território, Descentralização, Poder Local e Habitação. Foi autor de diversas iniciativas legislativas nomeadamente projetos de resolução, projetos de lei, e autor de pareceres. 

### Cargos e Funções que desempenha e desempenhou
- Deputado da Assembleia da República (2015-2017)
- Presidente da Câmara Municipal de Resende (2002-2013)
- Presidente da Assembleia Municipal de Resende (2013 – 2017)
- Presidente da Federação Distrital de Viseu do Partido Socialista (desde 2014)
- Membro da Comissão Nacional do Partido Socialista
- Membro da Comissão Política Nacional do Partido Socialista
- Membro do Secretariado da Federação Distrital de Viseu do Partido Socialista
- Membro da Comissão Política Distrital de Viseu do Partido Socialista
- Vice-presidente da ANA (Associação Nacional de Autarcas - Partido Socialista )
- Membro do Conselho Geral da Associação Nacional dos Municípios Portugueses e Mesa do Congresso

### Na área associativa e empresarial
- Presidente da empresa Águas do Douro e Paiva, EP (2023)

- Administrador executivo da empresa Aguas do Douro e Paiva, EP (2017-2023)
- Administrador das Águas de Trás os Montes e Alto Douro - Grupo Águas de Portugal, EP (2002-2004)
- Presidente do Conselho Diretivo da Associação de Municípios do Douro-Sul (2006-2011)
- Presidente do Conselho de Administração da Companhia das Águas de Aregos, EM (2009-2013)
- Administrador da Empresa Pública de Gestão de Obras Públicas, EM, da Câmara Municipal do Porto (2000-2002)
- Coordenador do Projeto Piloto Urbano do Bairro da Sé-Porto (1995-2000)
- Presidente do Conselho de Administração da Gaianima, EM (2013-2015)
- Vice-presidente (2014 -2016) e vogal da direção (2016) do Futebol Clube do Porto
- Diretor e fundador do Jornal de Resende (1983 )

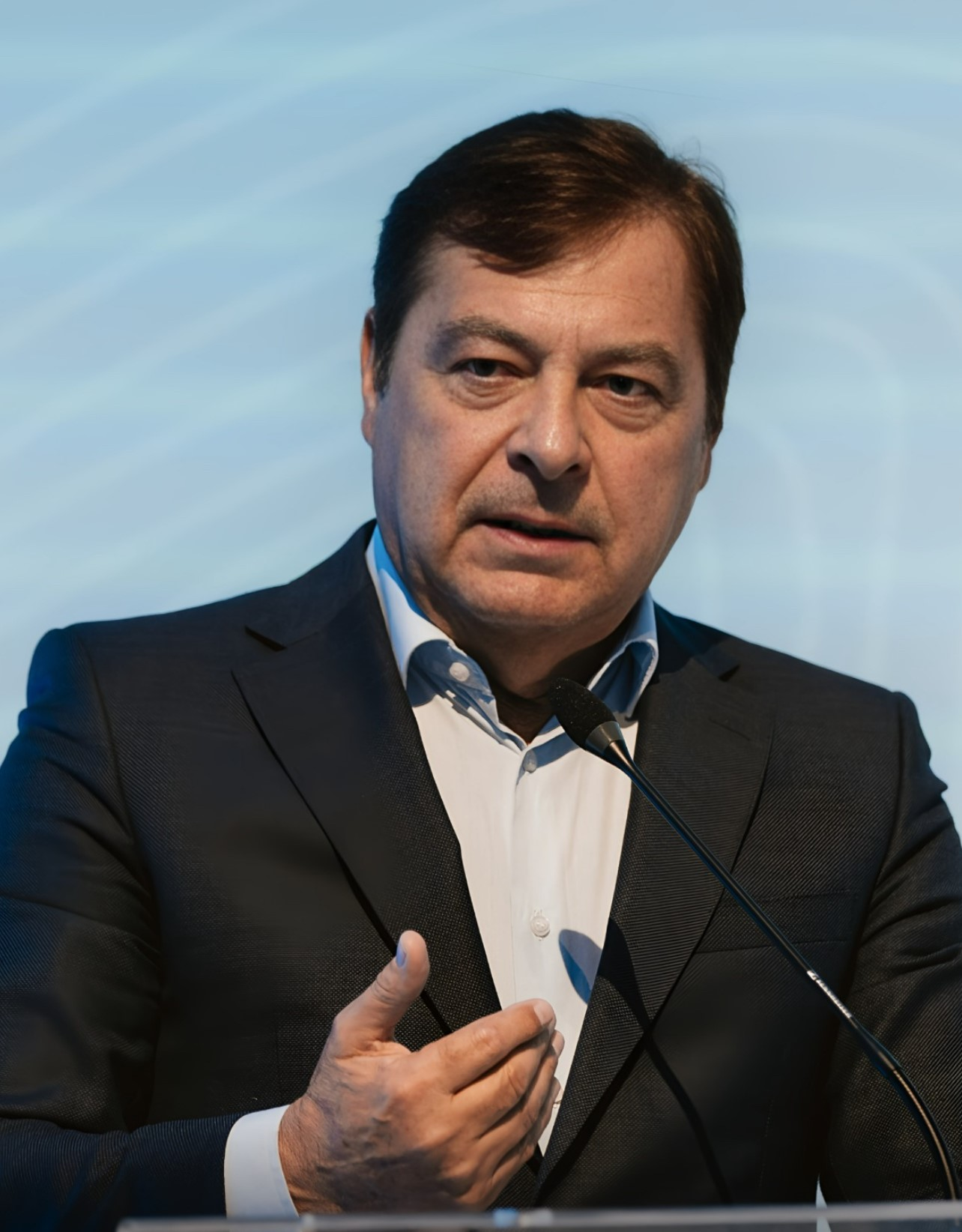

## Condecorações e distinções
- Comenda da Ordem de Mérito ( 2015 )
- Medalha de Mérito Cívico, Classe Ouro, da Câmara Municipal de Vila Nova de Gaia (2015)
- Prémio de Mérito Desportivo Personalidade do Ano da Confederação do Desporto em Portugal (2012)
- Dragão de Ouro do Futebol Clube do Porto (2012)